# محلة دمنة (مركز)
مركز محلة دمنة مركز إداري مصري. يقع في محافظة الدقهلية الواقعة في جمهورية مصر العربية. القاعدة الإدارية للمركز هي مدينة محلة دمنة. ويرأس المدينة ومركزها رحاب المزين.

## التاريخ
أنشئ قسم محلة دمنة في سنة 1826 وجعل في اختصاصه 105 بلدة من قرى الدقهلية، نقل ديوان المركز إلى مدينة دكرنس وسمي المركز باسمها عام 1871. أعيد إنشاء مركز محلة دمنة بست قرى في عام 2009.

## السكان
بلغ عدد سكان المركز 68,521 نسمة في تقدير يوليو 2024 نصفهم حضر ونصفهم ريفيون، عدد الرجال منهم 34,716 والنساء 33,805 نسمة.
| السنة  | 2006   | 2017   | 2024   |
| ------ | ------ | ------ | ------ |
| المركز | 47,932 | 61,534 | 68,521 |